# Wozdwiżenka (obwód lipiecki)
Wozdwiżenka (ros. Воздвиженка) – wieś (ros. деревня, trb. dieriewnia) w zachodniej Rosji, w sielsowiecie nabierieżańskim rejonu wołowskiego w obwodzie lipieckim.

## Geografia
Miejscowość położona jest nad rzeką Ołym, 2 od centrum administracyjnego sielsowietu nabierieżańskiego (Nabierieżnoje), 15,5 od centrum administracyjnego rejonu (Wołowo), 125 km od stolicy obwodu (Lipieck).
W granicach miejscowości znajduje się ulica Bieriegowaja (48 posesji).

## Demografia
W 2012 r. miejscowość zamieszkiwało 66 osób.